# Edmund Waller
Edmund Waller (Coleshill, 3 de março de 1606 – Beaconsfield, 21 de outubro de 1687) foi um poeta inglês de finais do século XVII. Seus poemas são característicos da poesia cortesã da literatura da Restauração inglesa. Em seu tempo, foi um dos principais poetas da corte de Carlos II de Inglaterra, ainda que John Dryden seja o que mais se recorde.

## Biografia
Filho de um rico advogado com extensas propriedades em Buckinghamshire, Waller entrou no Parlamento pela primeira vez em 1624, embora tenha desempenhado pouco papel nas lutas políticas do período anterior à Primeira Guerra Civil Inglesa em 1642. Ao contrário de seus parentes William e Hardress Waller, ele foi Realista em simpatia e foi acusado em 1643 de organizar um complô para tomar Londres para Carlos I. Ele supostamente escapou da pena de morte pagando um grande suborno, enquanto vários conspiradores foram executados, incluindo seu cunhado Nathaniel Tomkins.
Depois que sua sentença foi comutada em banimento, ele viveu em um confortável exílio na França e na Suíça até ser autorizado a voltar para casa em 1651 por Oliver Cromwell, um parente distante. Ele retornou ao Parlamento depois da Restauração em 1660 de Carlos II; conhecido como um bom e divertido orador, ele ocupou vários cargos menores. Ele se aposentou em grande parte da política ativa após a morte de sua segunda esposa em 1677 e morreu de edema em outubro de 1687.
Mais lembrado agora por seu poema "Song (Go, adorável rosa)", os primeiros escritos de Waller datam do final da década de 1630, comemorando eventos que ocorreram na década de 1620, incluindo uma peça sobre a fuga de Carlos em 1625. Escrito em dísticos heroicos, é um dos primeiros exemplos de uma forma usada por poetas ingleses por cerca de dois séculos; seu verso foi admirado por John Dryden entre outros, enquanto ele era um amigo próximo de Thomas Hobbes e John Evelyn.

Quando ele morreu, Waller era considerado um grande poeta inglês, mas sua reputação declinou ao longo do século seguinte, uma visão o considerava um "monarquista de bom tempo, um republicano expediente e noivo mercenário". Ele agora é considerado um autor menor, cujo significado principal foi desenvolver uma forma adaptada e aprimorada por poetas posteriores como Alexander Pope.